# Mesocondyla dardusalis
Mesocondyla dardusalis là một loài bướm đêm trong họ Crambidae.